# 아크레 공화국
아크레 공화국(포르투갈어: República do Acre 히푸블리카 두아크리[*]) 또는 아크레 독립국(포르투갈어: Estado Independente do Acre 에스타두 인지펜진치 두아크리[*])은 1899년부터 1903년 동안 존속했던 남미의 단명국가로서 볼리비아 아크레 지역에 수립된 분리주의 정권을 말한다. 이 나라는 1903년에 브라질에 병합되어 현재는 브라질 아크리주의 영역에 속한다. 현재 아크레 주의 주기도 아크레 공화국 시절의 것을 조금 변형한 디자인이다.

## 같이 보기
- 아크리주